# Tre Fontane Sacre

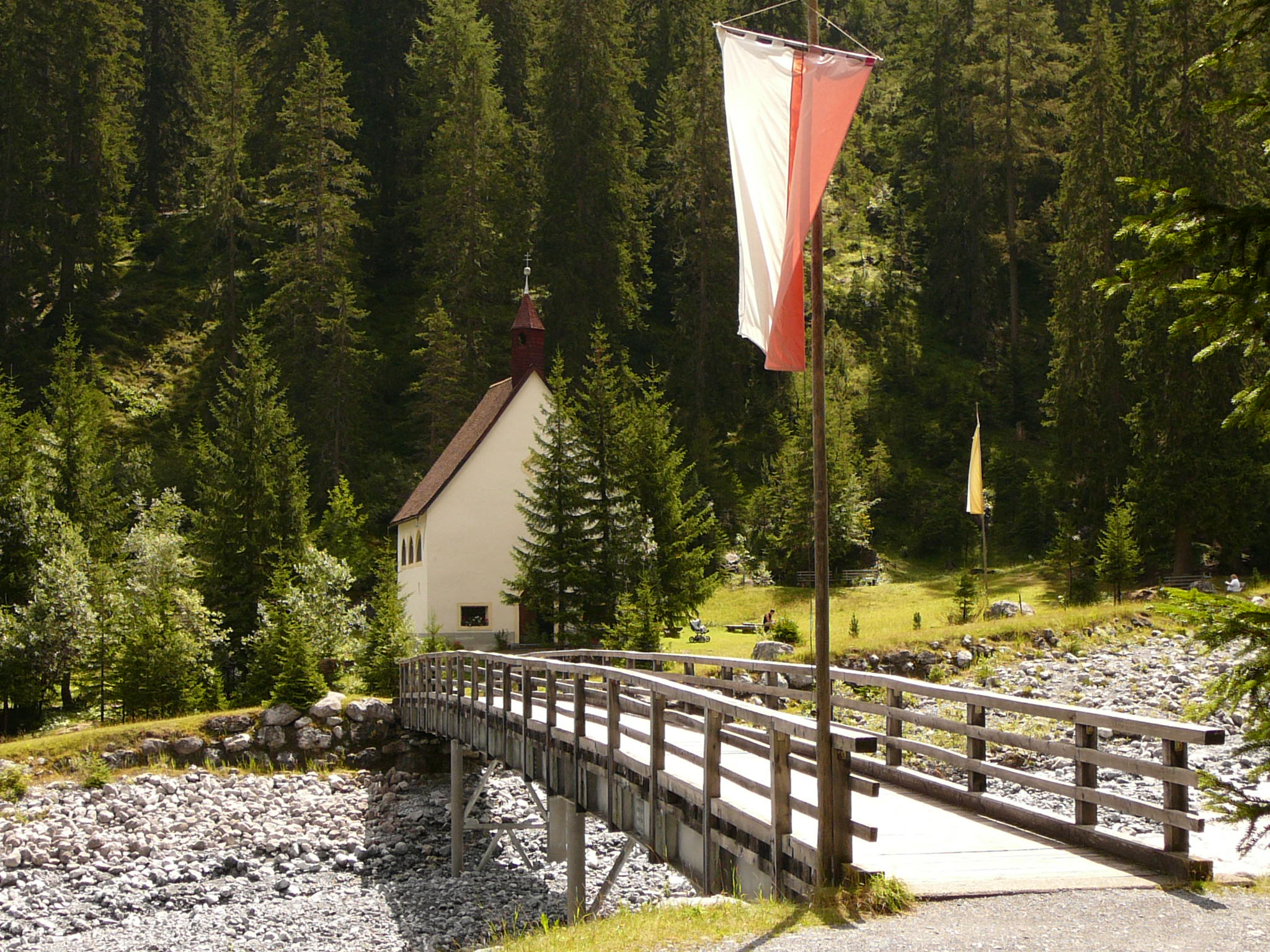
Il santuario

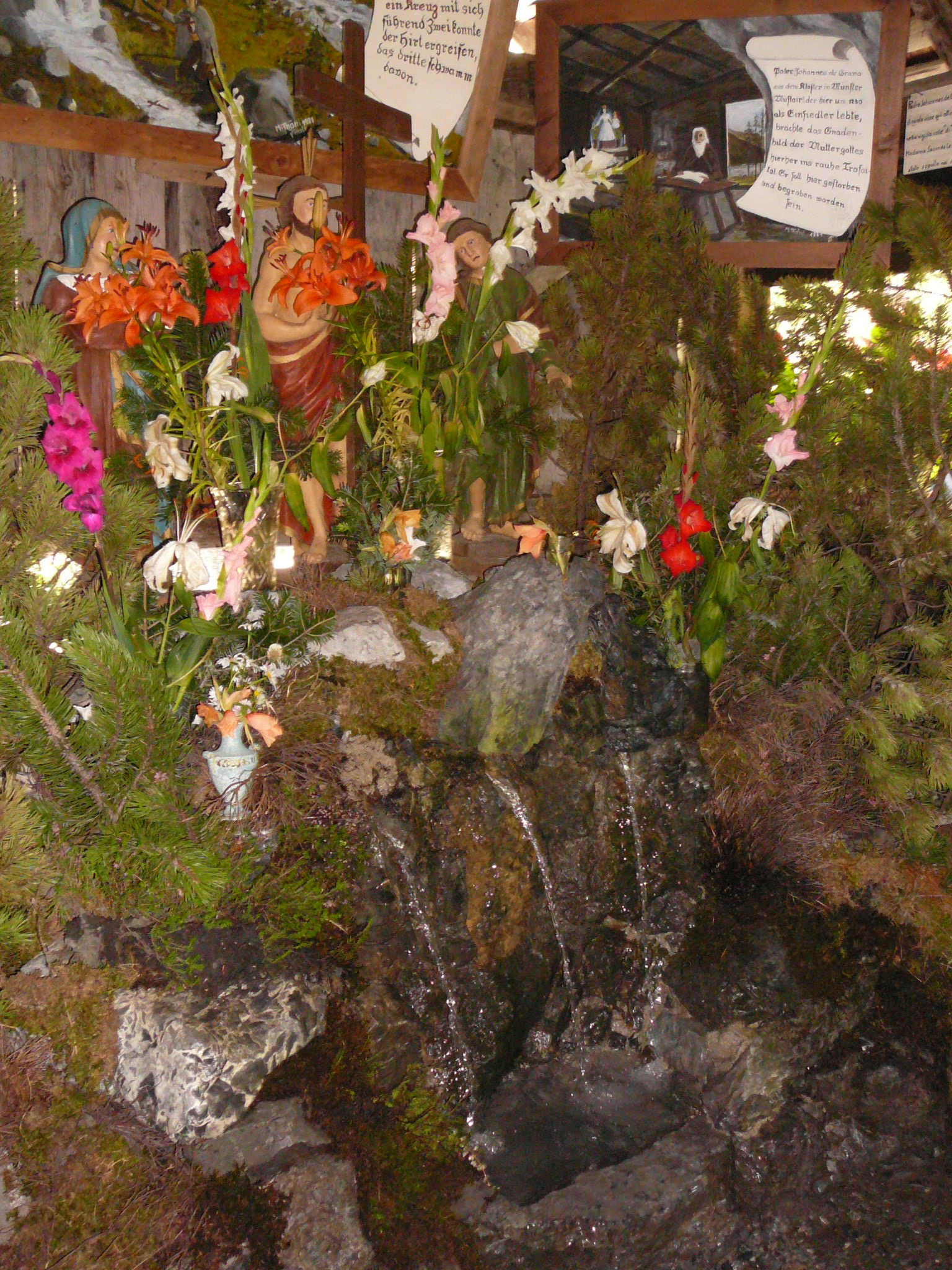
Le Tre Fontane

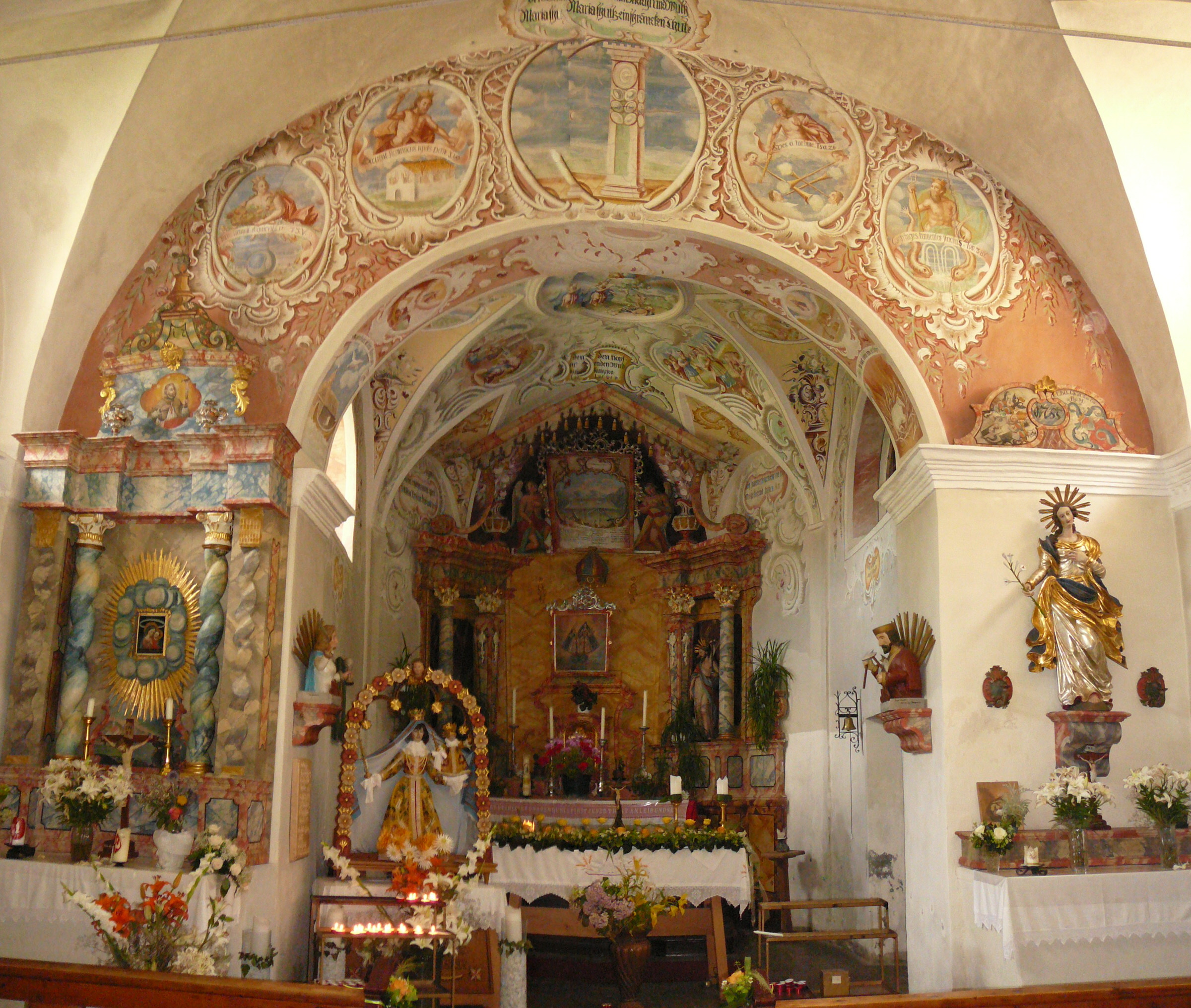
L'interno della chiesa, con l'immagine miracolosa della Madonna

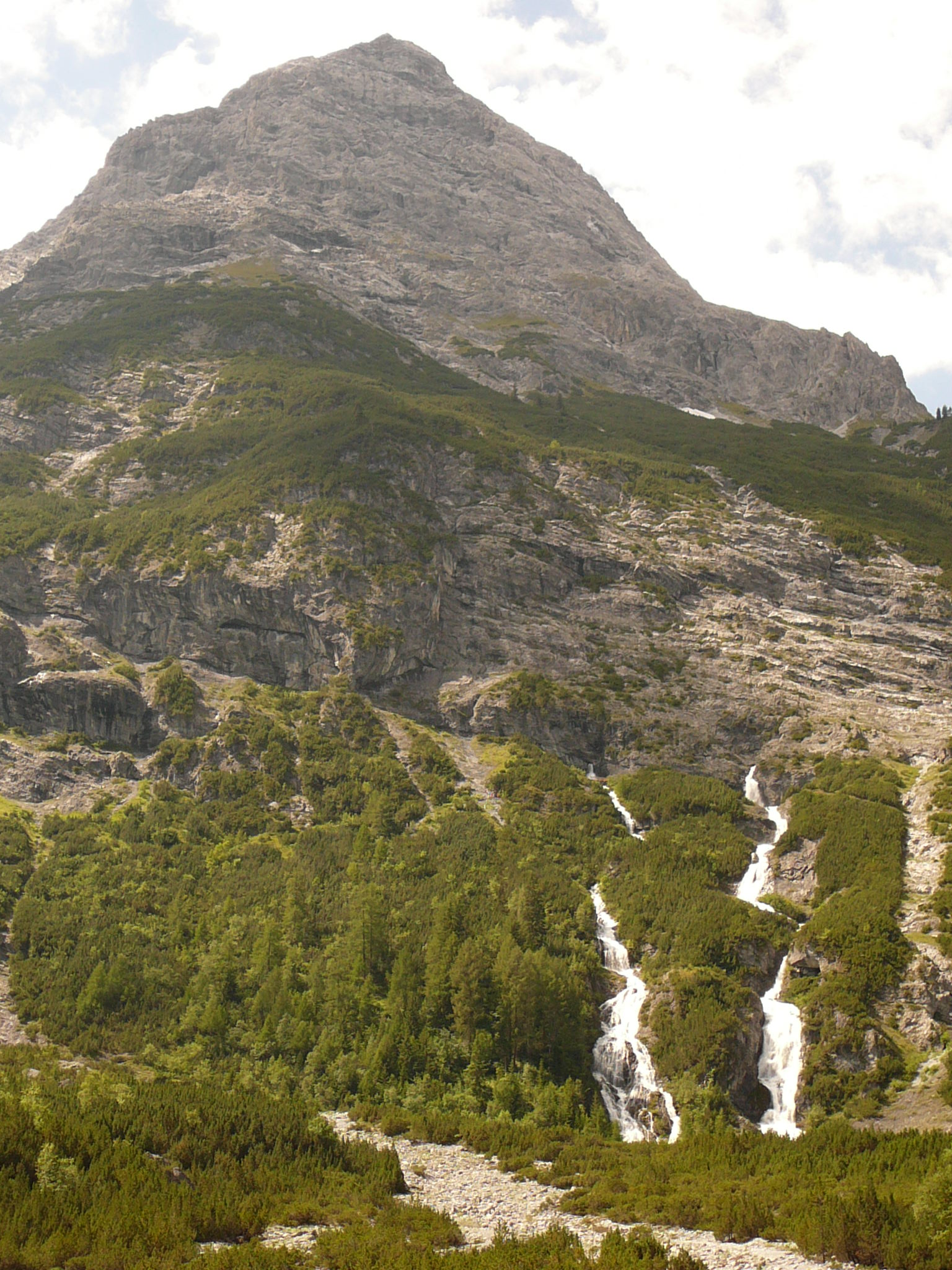
Le due triple cascate

Le Tre Fontane Sacre (Heilige Drei Brunnen in tedesco) sono un luogo sacro e quindi di pellegrinaggio, situato nei pressi del paese di Trafoi, a 1.607 m s.l.m., nel comune di Stelvio, ai piedi del passo dello Stelvio in Alto Adige, raggiungibile in mezz'ora di passeggiata da Trafoi, oppure anche direttamente in macchina su una stretta strada.
Il santuario sorge in una valle franosa, ma piena di corsi d'acqua e cascate che scendono dai ghiacciai dell'Ortles e dalle Tre cime di Madaccio (Trafoier Madatschspitzen), ed è formato da una chiesa più grande e una più piccola dedicata alla Madonna, oltre che da una piccola capanna che racchiude la roccia da cui sgorgano le Tre Fontane.  Sulla roccia si trovano ora tre statue: Cristo, Maria e san Giovanni Apostolo.

## Storia
La parte alta di questa valle, dove sorge il santuario, fin dall'antichità è stata utilizzata come luogo sacro: i druidi venivano in questo luogo per passare le consegne ai loro novizi.
Il santuario fu eretto nel 1229, dopo che un pastore vide sgorgare da una roccia tre piccoli corsi d'acqua, da cui uscirono anche tre croci. Il pastore riuscì ad afferrarne due, mentre la terza scivolò via. Le due croci sono state quindi donate alle parrocchie di Stelvio e Müstair. Dalla roccia tuttora sgorgano tre piccoli rigagnoli di acqua pura, a 3 °C.
Verso il 1600 oltre alla chiesa del santuario fu costruita anche una piccola cappella, in onore di un'apparizione della Madonna ad un taglialegna che si stava accanendo a tagliare un albero: il taglialegna sentì una voce implorare: "Taglia pure, ma non tagliare me". Il taglialegna alzando gli occhi vide quindi la Madonna.
Il santuario fu poi ricostruito tra il 1701 e il 1702. Il Santuario delle Tre Fontane dispone di due fonti di grazia: l'acqua benefica (per lo spirito e per il corpo) e l'immagine miracolosa della Madonna. Ogni anno, la statua della Madonna viene portata in processione dal Santuario alla chiesa di Trafoi, dove resta tutto l'inverno fino a Pentecoste.
Nel luogo delle Tre Fontane sorge una ex-scuola alpina delle Forze Armate, successivamente divenuto un villaggio vacanze della Polizia di Stato; oggi invece è in disuso (dal 1994).

## Cascate
Dal luogo sacro delle Tre Fontane, ma anche dal paese di Trafoi, è possibile raggiungere con un dislivello di 100 metri la parte alta delle cascate che scendono dalla montagna (è opportuno  munirsi di un k-way).
Le cascate sono in realtà due cascate parallele che effettuano tre salti, dando quindi vita a sei cascate.